# 한국식환경디자인포럼
한국식환경디자인포럼은 한국음식의 디자인과 실용화 발전을 위하여 전통 한식을 현대에 맞게 개발하고 한국 음식의 정체성을 확립함으로써 세계화를 위한 국제적 교류와 글로벌 경쟁력 제고를 목적으로 2009년 3월 27일 설립된 대한민국 농림수산식품부 소관의 사단법인이다. 사무실은 서울특별시 강남구 신사동 529-6, 리빙컬쳐 2층에 있다.

## 주요 사업
- 새로운 식재료와 가공식품 및 식품 포장·디자인 개발
- 행복한 식탁을 위한 식생활 교육 제안
- 세계를 향한 한 브랜드의 식문화 콘텐츠 개발 및 디자인
- 음식 공간에 관한 도서 잡지 발간을 통해 한국의 음식과 식생활 문화의 업그레이드
- 관련 업체와의 산·학 협력을 통한 전문인력 뱅크 운영